# Уругвай на літніх Олімпійських іграх 1996
Уругвай брав участь у Літніх Олімпійських іграх 1996 року в Атланті (США) ушістнадцяте за свою історію, але не завоював жодної медалі. Збірну країни представляли дві жінки.